# Закутнівка
Заку́тнівка — село в Лозівському районі Харківської області. Входить до складу Біляївської селищної громади.

## Географія
Село Закутнівка знаходиться, в основному, на лівому березі річки Орілька, вище за течією на відстані 2,5 км розташоване село Ржавчик, нижче за течією на відстані 5 км розташоване село Нижня Краснопавлівка.

## Історія
Засноване 1820 року.
- 12 червня 2020 року, відповідно до Розпорядження Кабінету Міністрів України  № 725-р «Про визначення адміністративних центрів та затвердження територій територіальних громад Харківської області», увійшло до складу Біляївської селищної громади[1].
- 19 липня 2020 року, в результаті адміністративно - територіальної реформи та ліквідації Первомайського району, село увійшло до складу Лозівського району Харківської області[2].

## Населення
Згідно з переписом УРСР 1989 року чисельність наявного населення села становила 1032 особи, з яких 466 чоловіків та 566 жінок.
За переписом населення України 2001 року в селі мешкало 900 осіб.

### Мова
Розподіл населення за рідною мовою за даними перепису 2001 року:
| Мова       | Відсоток |
| ---------- | -------- |
| українська | 96,40 %  |
| російська  | 3,48 %   |

## Економіка
- «Україна Нова», агрофірма ТОВ.
- Фермерське господарство «ЛАН».

## Об'єкти соціальної сфери
- Дитячий садочок.
- Дільнична лікарня.